# Geulumpang (Kembang Tanjong)
Geulumpang is een bestuurslaag in het regentschap Pidie van de provincie Atjeh, Indonesië. Geulumpang telt 533 inwoners (volkstelling 2010).